# Entylia carinata
Entylia carinata är en insektsart som beskrevs av Forster. Entylia carinata ingår i släktet Entylia och familjen hornstritar. Inga underarter finns listade i Catalogue of Life.